# فابريكا كوروني
فابريكا كوروني (بالإيطالية: Fabbrica Curone)‏ هي بلدية في مقاطعة ألساندريا في إقليم بييمونتي في إيطاليا.

## السكان
في سنة 1861 بلغ عدد السكان 2٬402 نسمة، وتطور العدد ليصل في سنة 2011 لـ 695 نسمة.
يظهر هذا المخطط البياني تطور النمو السكاني لـ فابريكا كوروني